# Парламентарни избори у Краљевини Црној Гори 1911.
Влада је средином августа (23.8.1911) поднјела оставку, а краљ Никола је именовао нову, опет на челу са др Лазаром Томановићем. Ова реорганизација владе по свему судеђи. била је политичког карактера. У ствари радило се о тенденцији измирења два крила правашке политичке групе, деснице и "лојалне опозиције". Под новом владом у септембру 1911. извршени су избори за Народну скупштину.